# The Assassination of President Kennedy
The Assassination of President Kennedy es una película del género documental de 2013, escrita por Ron Hansen, en la producción estuvieron Simon Brown, Jonathan Buss y Tom Hanks, entre otros; musicalizada por Blake Neely, a cargo de la fotografía Craig Kief, protagonizada por Dan Rather. El filme fue realizado por Playtone, CNN Films y Herzog & Company, se estrenó el 14 de noviembre de 2013.

## Sinopsis
Este documental de la cadena de televisión CNN trata sobre el homicidio del presidente de Estados Unidos, John F. Kennedy.